# Trachelas praestans
Trachelas praestans är en spindelart som först beskrevs av O. Pickard-Cambridge 1911.  Trachelas praestans ingår i släktet Trachelas och familjen flinkspindlar. Inga underarter finns listade i Catalogue of Life.